# Конук, Нехат
Нехат (Осман) Конук (тур. Nejat (Osman) Konuk; 1928, Никосия, британский Кипр — 31 декабря 2014, Стамбул, Турция) — турецко-киприотский государственный деятель, премьер-министр Северного Кипра (1976—1978, 1983—1985).

## Биография
В 1951 году окончил юридический факультет Анкарский университет с присуждением степени в области права. Поступив на государственную службу в Турции, работал в качестве юридического советника департамента лесного хозяйства Бурсы. В 1955 году уволился с госслужбы и до 1960 года занимался адвокатской деятельностью.
В 1960 году после провозглашения независимости острова от Великобритании, вернулся на Кипр и стал генеральным секретарём турецкой фракции в парламенте страны (Türk Cemaat Meclisi), заняв одновременно пост заместителя лидера турок-киприотов.
С созданием переходной автономной администрации турок-киприотов был сначала назначен заместителем министра (1969), а в июле 1970 года — министром юстиции и внутренних дел турецко-киприотской автономной администрации.
В феврале 1975 года после провозглашения Турецкого Федеративного Государства Кипр вошел в состав правительства и был избран генеральным секретарём Партии национального единства.
- В 1976—1978 и 1983—1985 годах — премьер-министр Северного Кипра. На второй срок был назначен как лидер Партия национального единства Турецкой Республики Северного Кипра.
- В 1981 и 1982—1983 годах — председатель Республиканского собрания (парламента) Северного Кипра.

В 1985 году принял решение об уходе из политики.